# دانيال رولاند (منافس ألعاب قوى)
دانيال رولاند (بالإنجليزية: Daniel Rowland)‏ هو منافس ألعاب قوى زيمبابوي، ولد في 3 مايو 1984 في بولاوايو في زيمبابوي.